# 1225年
| 千纪： | 2千纪 |
| 世纪： | 12世纪 \| 13世纪 \| 14世纪 |
| 年代： | 1190年代 \| 1200年代 \| 1210年代 \| 1220年代 \| 1230年代 \| 1240年代 \| 1250年代                                                                     |
| 年份： | 1220年 \| 1221年 \| 1222年 \| 1223年 \| 1224年 \| 1225年 \| 1226年 \| 1227年 \| 1228年 \| 1229年 \| 1230年                                           |
| 纪年： | 乙酉年（鸡年）；西夏乾定三年；大理天开二十一年；蒙古太祖二十年；金正大二年；南宋宝庆元年；蒲鲜万奴大同二年；越南天彰有道二年；日本元仁二年，嘉祿元年 |

## 大事记
- 正月，霅川之變發生，趙竑被史彌遠誣以謀反而冤死。
- 第一次蒙古西征结束，元太祖成吉思汗班师回朝，順便入侵西夏，並劃分蒙古四大汗國。
- 蒙古帝國要求王氏高麗向其朝貢。王氏高麗予以回絕。
- 宋理宗改年號寶慶。
- 夏獻宗派吏部尚書李仲諤、南院宣徽使羅世昌、尚書省左司郎中李紹膺去金朝定和議抗蒙。
- 札蘭丁擊滅阿塞拜疆地區的埃爾迪古茲王朝阿德貝格月即别，建都大不里士，秋季揮軍進攻格魯吉亞。

## 出生
- 察必皇后，弘吉剌氏，是元世祖忽必烈的皇后（第一繼室），屬第二斡耳朵，生四子。

## 逝世
- 北條政子，日本平安時代末期至鎌倉幕府初期的政治人物，鎌倉幕府開創人源賴朝的正妻。
- 趙竑，南宋宗室，秦康惠王趙德芳九世孫，原為宋寧宗養子，立為皇儲，被史彌遠矯詔所廢。